# Puigpuñent
Puigpuñent (catalansk: Puigpunyent) er en by og kommune i det østlige Spanien på øen Mallorca i provinsen De Baleariske Øer. Den har et indbyggertal på 2.035 (2024) indbyggere.